# Magnima Tawali
Magnima Tawali (ur. 31 grudnia 1988) – piłkarz togijski grający na pozycji obrońcy.
W reprezentacji Togo zadebiutował 14 października 2009 w przegranym 0:5 towarzyskim meczu z reprezentacją Japonii. 